# Parasemia kunashirica
Parasemia kunashirica là một loài bướm đêm thuộc phân họ Arctiinae, họ Erebidae.